# Mistrzostwa Europy w Lekkoatletyce 1969 – bieg na 400 m mężczyzn

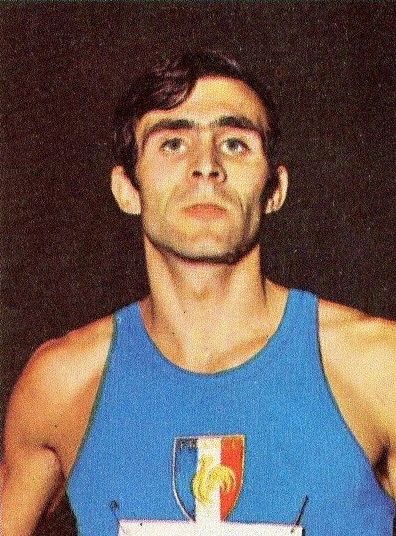
Jean-Claude Nallet

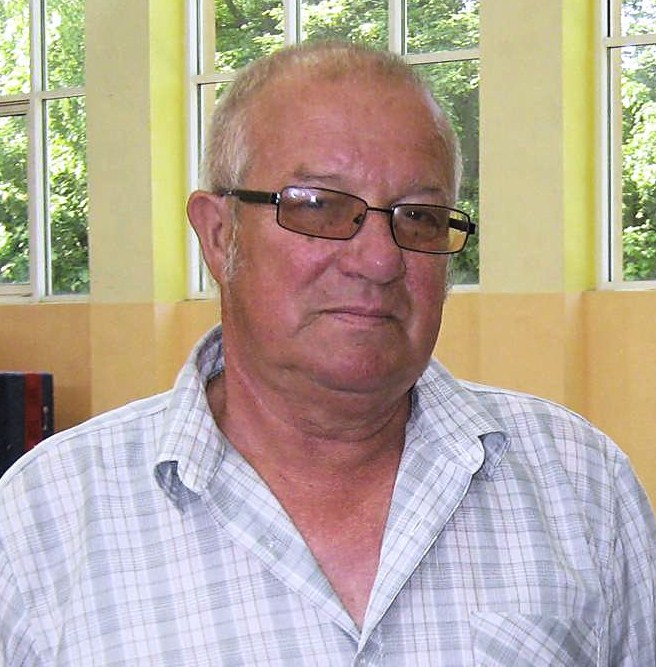
Stanisław Grędziński w 2011

Bieg na dystansie 400 metrów mężczyzn był jedną z konkurencji rozgrywanych podczas IX Mistrzostw Europy w Atenach. Biegi eliminacyjne zostały rozegrane 16 września, biegi półfinałowe 17 września, a bieg finałowy 18 września 1969 roku. Zwycięzcą tej konkurencji został Jan Werner. W rywalizacji wzięło udział dwudziestu czterech zawodników z czternastu reprezentacji.

## Rekordy
| Rekord świata     | Lee Evans (USA)          | 43,86 | Meksyk, Meksyk      | 18.10.1968 |
| Rekord Europy     | Martin Jellinghaus (FRG) | 45,06 | Meksyk, Meksyk      | 18.10.1968 |
| Rekord mistrzostw | Robbie Brightwell (GBR)  | 45,9  | Belgrad, Jugosławia | 14.09.1962 |

## Wyniki

### Eliminacje
Bieg 1
| Miejsce | Zawodnik          | Czas | Uwagi |
| ------- | ----------------- | ---- | ----- |
| 1       | Andrzej Badeński  | 46,9 | Q     |
| 2       | Claudio Trachelio | 47,0 | Q     |
| 3       | Borys Sawczuk     | 47,3 | Q     |
| 4       | Gilles Bertould   | 47,6 | Q     |
| 5       | Luciano Sušanj    | 48,4 |       |
| 6       | Georgi Bożkow     | 48,5 |       |

Bieg 2
| Miejsce | Zawodnik           | Czas | Uwagi |
| ------- | ------------------ | ---- | ----- |
| 1       | Jean-Claude Nallet | 47,8 | Q     |
| 2       | Jan Werner         | 47,8 | Q     |
| 3       | John Robertson     | 47,8 | Q     |
| 4       | Manuel Gayoso      | 48,1 | Q     |
| 5       | Emile Jung         | 48,6 |       |

Bieg 3
| Miejsce | Zawodnik               | Czas | Uwagi |
| ------- | ---------------------- | ---- | ----- |
| 1       | Stanisław Grędziński   | 46,6 | Q     |
| 2       | Aleksandr Bratczikow   | 46,7 | Q     |
| 3       | Colin Campbell         | 46,8 | Q     |
| 4       | Sergio Bello           | 47,2 | Q     |
| 5       | Willy Vandenwyngaerden | 47,5 |       |
| 6       | Richard Simonsen       | 47,8 |       |
| 7       | Charis Dimitriu        | 48,8 |       |

Bieg 4
| Miejsce | Zawodnik                 | Czas | Uwagi |
| ------- | ------------------------ | ---- | ----- |
| 1       | Jurij Zorin              | 46,5 | Q     |
| 2       | Jacques Carette          | 46,7 | Q     |
| 3       | Martin Winbolt-Lewis     | 46,7 | Q     |
| 4       | Ulf Nilsson              | 46,9 | Q     |
| 5       | José Barceló de Carvalho | 47,2 |       |
| 6       | Ramón Magariños          | 48,0 |       |

### Półfinały
Półfinał 1
| Miejsce | Zawodnik             | Czas | Uwagi |
| ------- | -------------------- | ---- | ----- |
| 1       | Andrzej Badeński     | 46,4 | Q     |
| 2       | Jean-Claude Nallet   | 46,6 | Q     |
| 3       | Jacques Carette      | 46,7 | Q     |
| 4       | Borys Sawczuk        | 46,7 | Q     |
| 5       | Claudio Trachelio    | 46,9 |       |
| 6       | John Robertson       | 47,0 |       |
| 7       | Martin Winbolt-Lewis | 47,2 |       |
| 8       | Jurij Zorin          | 47,8 |       |

Półfinał 2
| Miejsce | Zawodnik             | Czas | Uwagi |
| ------- | -------------------- | ---- | ----- |
| 1       | Stanisław Grędziński | 46,4 | Q     |
| 2       | Aleksandr Bratczikow | 46,5 | Q     |
| 3       | Jan Werner           | 46,5 | Q     |
| 4       | Sergio Bello         | 47,0 | Q     |
| 5       | Colin Campbell       | 47,2 |       |
| 6       | Gilles Bertould      | 47,2 |       |
| 7       | Ulf Nilsson          | 47,4 |       |
| 8       | Manuel Gayoso        | 47,6 |       |

### Finał
| Miejsce | Zawodnik             | Czas  | Uwagi |
| ------- | -------------------- | ----- | ----- |
| 1       | Jan Werner           | 45,75 | CR    |
| 2       | Jean-Claude Nallet   | 45,81 |       |
| 3       | Stanisław Grędziński | 45,83 |       |
| 4       | Jacques Carette      | 45,92 |       |
| 5       | Aleksandr Bratczikow | 45,94 | NR    |
| 6       | Andrzej Badeński     | 46,09 |       |
| 7       | Borys Sawczuk        | 46,38 |       |
| 8       | Sergio Bello         | 46,63 |       |